# Anders Nilsson (hokeista)
Anders Nilsson (ur. 19 marca 1990 w Luleå) – szwedzki hokeista, grający na pozycji bramkarza. Reprezentant Szwecji.
Jego ojciec Peder (ur. 1951) i brat Jens (ur. 1975) także zostali hokeistami (ojciec też był bramkarzem).

## Kariera klubowa
- Luleå J18 (2004–2007)
- Luleå J20 (2004-2009)
  -  Kalix UHC (2008)
- Luleå HF (2009–2011)
- Bridgeport Sound Tigers (2011-2014)
- New York Islanders (2011, 2012, 2013-2014)
- Ak Bars Kazań (2014-2015)
- Edmonton Oilers (2015-2017)
- Vancouver Canucks (2017-2018)
- Ottawa Senators (2019-)

Wychowanek klubu Luleå HF. Karierę rozwijał w kolejnych grupach wieku juniorskiego. W drafcie NHL z 2011 został wybrany przez amerykański klub New York Islanders z numerem 62. Dwa lata później w KHL Junior Draft z 2011 został wybrany przez białoruski klub Dynama Mińsk. W maju 2011 podpisał kontrakt wstępny z New York Islanders. W lidze NHL grał w sezonach NHL (2011/2012) i NHL (2013/2014), a równolegle był zawodnikiem zespołu farmerskiego Bridgeport Sound Tigers w lidze AHL. W maju 2014 prawa zawodnicze w lidze KHL nabył od Dynama Mińsk klub AK Barsk Kazań i wówczas tym z tym klubem Nilsson podpisał kontrakt. W październiku 2014 klub New York Islanders zbył jego prawa zawodnicze w ramach NHL na rzecz Chicago Blackhawks. Od lipca 2015 zawodnik Edmonton Oilers. Od lipca 2017 zawodnik Vancouver Canucks. Na początku stycznia 2019 został ogłoszony zawodnikiem Ottawa Senators.

## Kariera reprezentacyjna
Został reprezentantem Szwecji. Uczestniczył w turniejach mistrzostw świata do lat 20 edycji 2010. W kadrze seniorskiej uczestniczył w turniejach mistrzostw świata 2011, 2014, 2015, 2018.

## Sukcesy

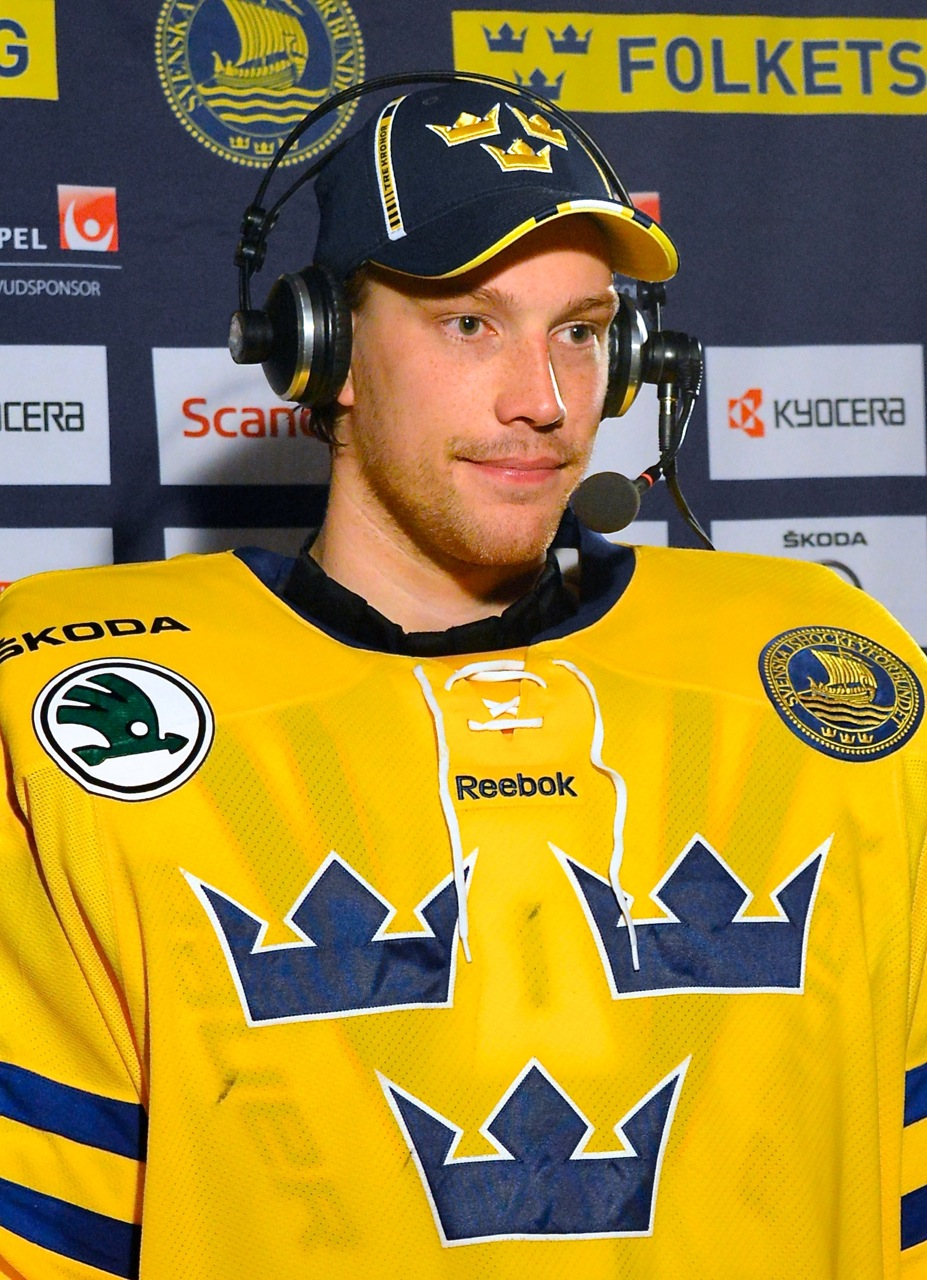
Anders Nilsson w barwach reprezentacji Szwecji (2014)

Reprezentacyjne
- Brązowy medal mistrzostw świata juniorów do lat 20: 2010
- Srebrny medal mistrzostw świata: 2011
- Brązowy medal mistrzostw świata: 2014
- Złoty medal mistrzostw świata: 2018

Klubowe
- Mistrzostwo dywizji AHL: 2012 z Bridgeport Sound Tigers
- F.G. „Teddy” Oke Trophy: 2012 z Bridgeport Sound Tigers
- Finał KHL o Puchar Gagarina: 2015 z Ak Barsem Kazań
- Srebrny medal mistrzostw Rosji: 2015 z Ak Barsem Kazań

Indywidualne
- Elitserien (2010/2011):
  - Pierwsze miejsce w klasyfikacji średniej goli straconych na mecz: 1,92
- AHL 2011/2012:
  - Najlepszy bramkarz miesiąca - luty 2012
- Mistrzostwa Świata w Hokeju na Lodzie 2014/Elita:
  - Trzecie miejsce w klasyfikacji średniej straconych goli na mecz w turnieju: 1,54
  - Czwarte miejsce w klasyfikacji skuteczności interwencji w turnieju: 93,75%
  - Pierwsze miejsce w klasyfikacji liczby obronionych strzałów w turnieju: 210
  - Jeden z trzech najlepszych zawodników reprezentacji na turnieju
- KHL (2014/2015):
  - Najlepszy bramkarz miesiąca - styczeń[11], luty[11], marzec[12] 2015
  - Drugie miejsce w klasyfikacji skuteczności interwencji w sezonie zasadniczym: 93,6%
  - Trzecie miejsce w klasyfikacji średniej straconych goli na mecz w turnieju: 1,71
  - Piąte miejsce w klasyfikacji meczów bez straty gola w sezonie zasadniczym: 5
  - Najlepszy bramkarz - półfinały konferencji[13], finały konferencji[14]
  - Pierwsze miejsce w klasyfikacji średniej goli straconych na mecz w fazie play-off: 1,54
  - Piąte miejsce w klasyfikacji skuteczności interwencji w fazie play-off: 93,5%
  - Pierwsze miejsce w klasyfikacji meczów bez straty gola w fazie play-off: 6
  - Złoty Kask (przyznawany sześciu zawodnikom wybranym do składu gwiazd sezonu)
- Mistrzostwa Świata w Hokeju na Lodzie 2018/Elita:
  - Pierwsze miejsce w klasyfikacji skuteczności interwencji w turnieju: 95,40%[15]
  - Pierwsze miejsce w klasyfikacji średniej straconych goli na mecz w turnieju: 1,09
  - Pierwsze miejsce w klasyfikacji meczów bez straty gola w turnieju: 3
  - Skład gwiazd turnieju[16]